# Macropus antilopinus
El canguro antílope (Macropus antilopinus) es una especie de marsupial diprotodonto de la familia de los Macropodidae. Habita en el norte de Australia, en la península de Cabo York en Queensland, el extremo del Territorio del Norte, y la región de Kimberley en Australia Occidental. Tiene riesgo bajo de extinción.
El canguro antílope es una de los pocos macrópodos que muestra dimorfismo sexual, pues el macho posee un color rojizo, y las hembras de tonalidades grises. Es una de las especies más grandes de la familia Macropodidae, siendo sólo ligeramente más pequeña que el canguro rojo (Macropus rufus) y el canguro gris oriental (Macropus giganteus). Es muy gregario.